# Ceratina nigerrima
Ceratina nigerrima är en biart som beskrevs av Heinrich Friese 1909. Ceratina nigerrima ingår i släktet märgbin, och familjen långtungebin. Inga underarter finns listade i Catalogue of Life.